# دشت آسفودل

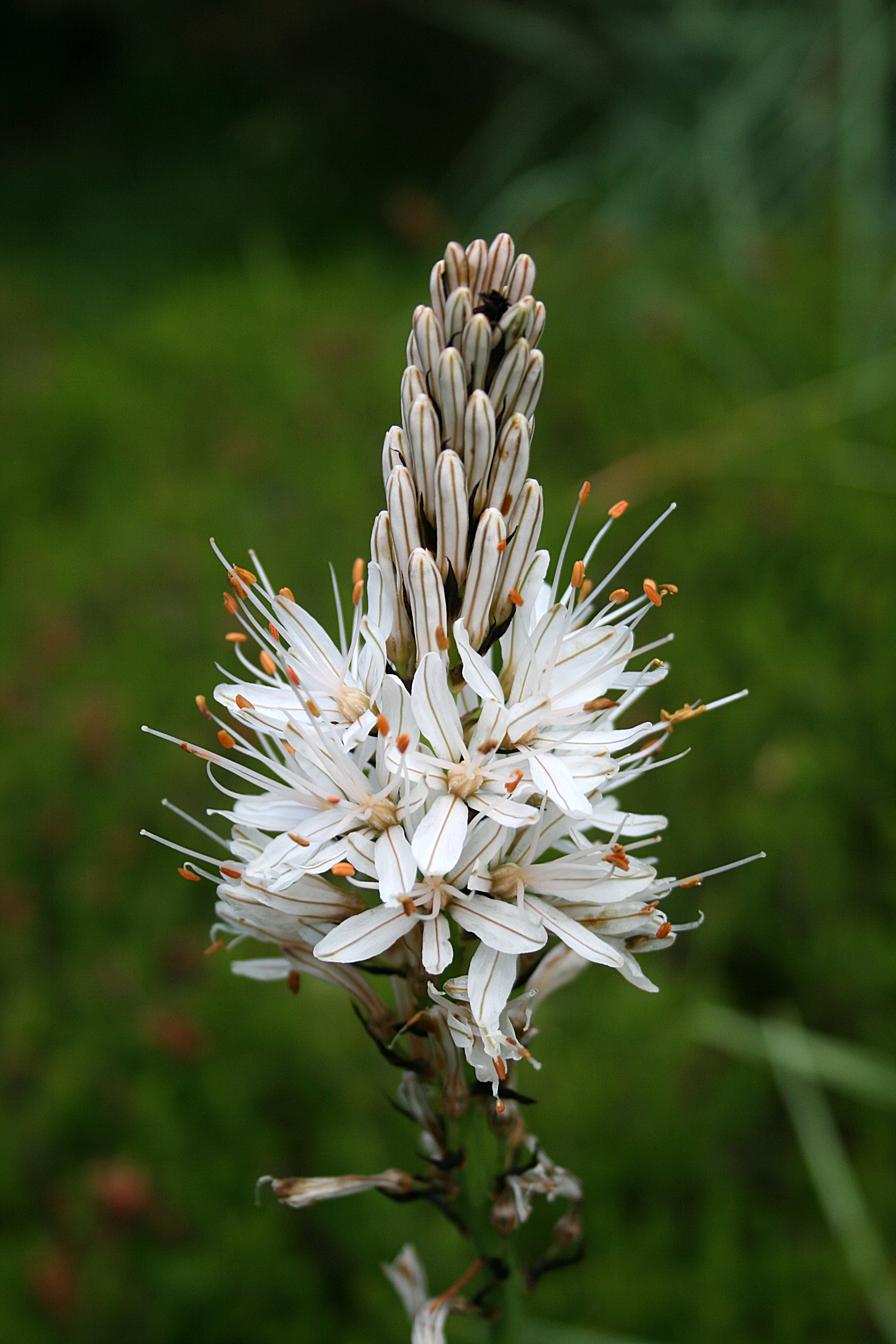
آسفودل سفید

آسفودل میدوز (یونانی باستان: ἀσφοδελὸς λειμών) در اسطوره‌شناسی یونانی، مراتع آسفودل یا دشت‌های آسفودل یونانی باستان: ἀσφοδελὸς λειμών, asphodelòs leimōn) بخشی از عالم اموات یونان باستان بود که در آن اکثر ارواح معمولی فرستاده می‌شدند تا پس از مرگ زندگی کنند. به گل آسفودل نسبت داده شده‌است. این یکی از سه بخش اصلی جهان اموات به همراه الیسیوم و تارتاروس بود که به ترتیب به ارواح پاداش ابدی و مجازات ابدی داده شد.
برخی از تصاویر، آن را به عنوان سرزمینی با بی‌طرفی کامل توصیف می‌کنند که ساکنان آن نه خیر هستند نه بد. به احتمال زیاد جایی است که روح افرادی که زندگی متوسطی داشتند در آنجا باقی می‌ماند.